# Habitatge al carrer Paluzie, 5 (Olot)
L'Habitatge al carrer Paluzie, 5 és una casa d'Olot (Garrotxa) inclosa a l'Inventari del Patrimoni Arquitectònic de Catalunya.

## Descripció
És un xalet de planta rectangular de planta baixa, pis i golfes. La teulada té forma de creu amb les teules vidriades i els plafons inferiors de les barbacanes també vidriades de color groc amb motius d'espirals, sostingudes per bigues de fusta.
Els murs són arrebossats i pintats i els angles de la casa són de pedra. La façana sud té un cos avançat fet amb columnetes de fusta i vidres de colors, que serveix de galeria damunt la qual s'aprofità per fer una terrassa. La reixa de la tanca porta les inicials F. P i la data 1924.

## Història
L'eixample és un projecte promogut per Manuel Malagrida i Fontanet, olotí enriquit a Amèrica, que va encarregar a l'arquitecte J. Roca i Pinet l'elaboració d'una ciutat-jardí, amb zones verdes i xalets unifamiliars. A partir del Passeig de Barcelona i del riu Fluvià, dibuixà una disposició radiocèntrica de carrers amb dos focus, la plaça d'Espanya i la d'Amèrica, unides pel pont de Colom. Poc després es començaren les obres de l'hemisferi espanyol i es començaren a bastir nombroses cases amb la tipologia establerta.